# Dicheirinia maderensis
Dicheirinia maderensis är en svampart som beskrevs av Gjaerum 1982. Dicheirinia maderensis ingår i släktet Dicheirinia och familjen Raveneliaceae.   Inga underarter finns listade i Catalogue of Life.